# Pont de Novoplanovsky
Le pont Novoplanovsky (en ukrainien : Новопланівський міст) est un pont routier qui enjambe le Smotrytch à Kamianets-Podilskyï.

## Histoire
Il est classé.